# Enja
Enja est un label discographique allemand de jazz et musiques improvisées, basé à Munich. Il est fondé par Matthias Winckelmann et Horst Weber en 1971.
Le premier disque produit par le label est Black Glory du pianiste américain Mal Waldron.

## Histoire
Weber et Winckelmann ont fondé leur label à l'époque avec de l'argent emprunté, ce qui leur permet d'enregistrer Mal Waldron dans le club de jazz Domicile, et de vendre les licences au Japon. Parmi les premiers artistes du label, on compte également Albert Mangelsdorff, Attila Zoller et le trompettiste japonais Terumasa Hino. Au début, l'intention était de se concentrer sur le nouveau jazz européen (Enja signifie European New Jazz). Mais très vite, la production est beaucoup plus large. Par exemple, les directeurs du label « découvrent » John Scofield (qui passera toutefois à un label plus important au fur et à mesure de son succès) et introduisent dans leur catalogue d'autres musiciens américains comme Chet Baker, Freddie Hubbard, Dizzy Gillespie et Gene Ammons. Certains de ces enregistrements sont publiés sous licence pour l'Amérique du Nord par Inner City Records (en) ou Naxos. Ils ajoutent également des archives, comme celles d'Eric Dolphy et de Charles Mingus. 
Dans les années 1970, ils connaissent le succès avec Chet Baker et Abdullah Ibrahim, et dans les années 1980 avec le joueur de oud Rabih Abou-Khalil. En 1986, les deux fondateurs du label décident de séparer leurs activités. Ils partagent le catalogue (qui comptait à l'époque environ 350 titres et environ 800 en 2012) et créent deux labels filles indépendants l'un de l'autre, qui existent tous deux encore aujourd'hui. La branche Enja de Winckelmann publie environ 15 titres par an ; elle s'ouvre aussi davantage vers le ethno-jazz et s'élargit avec le label de musique classique Marsyas et l'agence de booking Enja Booking. La branche de Horst Weber a été reprise par Werner Aldinger et étendue au sous-label yellowbird.
La distribution d'Enja Winckelmann devient mondiale[Quand ?] et comprend également la distribution en ligne. En Asie de l'Est (en plus du Japon, de la Corée et de Hong Kong), la distribution Starsing se développe de manière particulièrement intensive en Chine et est étendue à l'Indonésie, au Brunei, à la Malaisie et à Singapour. Le catalogue comprend maintenant plus de 800 titres qui représentent un répertoire de plus en plus large allant du CD The World Peace (avec Dwiki Dharmawan, Gilad Atzmon, Kamal Mussalam) enregistré à Jakarta et Bali en 2015 au premier enregistrement Summer Melodies de la vocaliste allemande Jasmin Bayer. Plusieurs productions ont été récompensées par le Prix de la critique allemande du disque (de), notamment des albums de Jun Miyake, Elliott Sharp, Aki Takase, Paul Brody, Archie Shepp, Mal Waldron et Roman Bunka. En outre, le prix Echo Jazz (de) est décerné à des albums du catalogue, tel Anna-Lena Schnabel pour son premier album Books, Bottles and Bamboo.